# Dominique Della-Maria

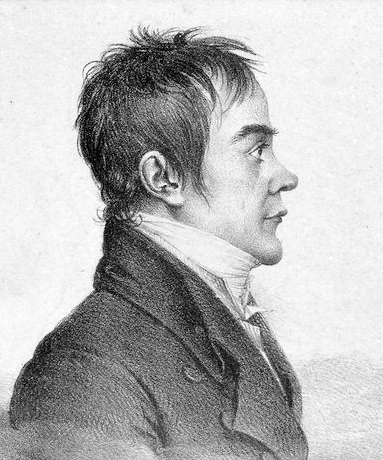
Dominique Della-Maria, Porträt von Godefroy Engelmann

Pierre-Antoine-Dominique Della-Maria (* 14. Juni 1769 in Marseille; † 9. März 1800 in Paris) war ein französischer Komponist und Kapellmeister.
Della-Marias Familie stammte ursprünglich aus Italien. Er war ein Schüler Giovanni Paisiellos und als Opernkomponist in Frankreich und Italien sehr erfolgreich.

## Opern
- Idoménée (Libretto: M. Triboulet unter dem Pseudonym Ponteuil). Tragédie Lyrique (Uraufführung 1787 in Marseilles)
- Il maestro di cappella. Dramma giocoso per musica, 2 Akte (1792, Neapel)
- Chi vuol, non puol. Dramma Giocoso per musica, 2 Akte (Sommer 1795, Vicenza, Teatro nuovo)
- Il matrimonio per scommessa ossia La guerra aperta (Libretto: Filippo Casari). Dramma Giocoso per musica 2 Akte (Herbst 1795, Venedig, Teatro San Samuele)
- L’eunuco finto. Opera buffa, 1 Akt (1796)
- Le Prisonnier, ou La Ressemblance (Alexandre Duval). Opéra comique, 1 Akt (29. Jan. 1798, Paris, Théâtre Favart)
- Le Vieux Château, ou La Rencontre (Duval). Opéra comique, 3 Akte (15. März 1798 Paris, Théâtre Feydeau)
- Jacquot ou L’École des mères (Jean-Baptist-Denis Desprès und Charles-Joseph Rouget de Lisle). Opéra comique, 2 Akte (28. Mai 1798, Paris, Théâtre Favart)
- L’Opéra-comique (Alexandre-Joseph-Pierre Vicomte de Ségur und Emmanuel Dupaty). Opéra comique, 1 Akt (9. Juli 1798 Paris, Théâtre Favart)
- L’Oncle valet (Duval). Opéra comique, 1 Akt (8. Dezember 1798, Paris, Théâtre Favart)
- Maria Seski (Étienne Aignan). Opéra comique, 3 Akte (komponiert Februar 1799 für das Théâtre Feydeau, nicht aufgeführt)
- Le Général suédois (Jacques Marie Boutet nach François-Guillaume Ducray-Duminil, Les Soirées de la chaumière). Opéra comique, 2 Akte (23. Mai 1799, Paris, Théâtre Favart)
- La Maison du Marais (Duval). Opéra comique, 3 Akte (8. Nov. 1799, Paris, Théâtre Favart)
- Rosalba, ou La Fausse Duègne (Montcloux d’Epinay). Opéra comique (24. Juni 1802, Paris, Théâtre Feydeau) (vollendet von Felice Blangini)